# أشفورد (دائرة انتخابية في المملكة المتحدة)
اشفورد  (بالإنجليزية: Ashford)‏ هي إحدى الدوائر الانتخابية في المملكة المتحدة الممثلة في مجلس العموم في برلمان المملكة المتحدة.
عضو البرلمان الذي يمثلها حالياً هو :Damian Green (Con).